# ایمیدیو گرکو
ایمیدیو گرکو (ایتالیایی: Emidio Greco؛ ‏ ۲۰ اکتبر ۱۹۳۸ – ۲۲ دسامبر ۲۰۱۲) کارگردان فیلم و فیلم‌نامه‌نویس اهل ایتالیا بود.
از فیلم‌هایی که وی در آن‌ها نقش داشته است، می‌توان به شورای مصر، یک داستان ساده و خبرهایی از محل حفاری اشاره نمود.